# Biotopia

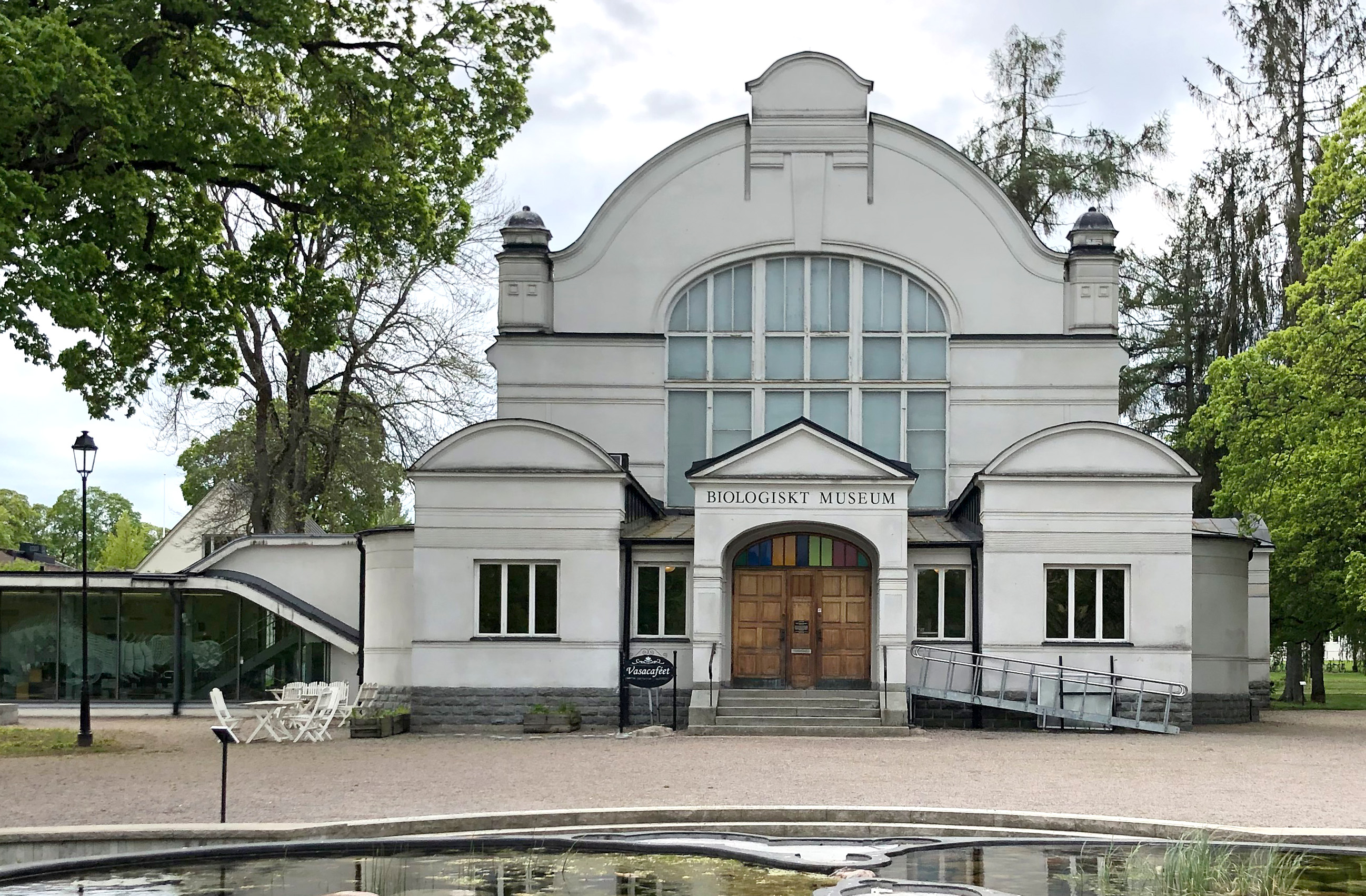
Biologiska museet i södra änden av Vasaparken.

Biotopia (tidigare Biologiska museet) är ett museum i Uppsala som ligger i Vasaparken invid Vasahuset och Ekonomikum, bredvid Katedralskolan. Museet drivs av Uppsala kommun.

## Historia

### Biologiska museet

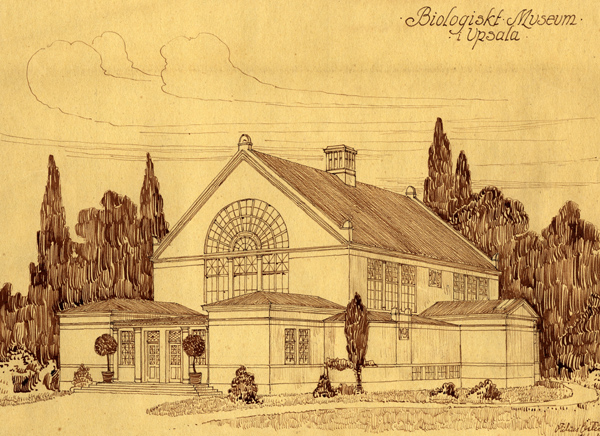
Skiss från 1910.

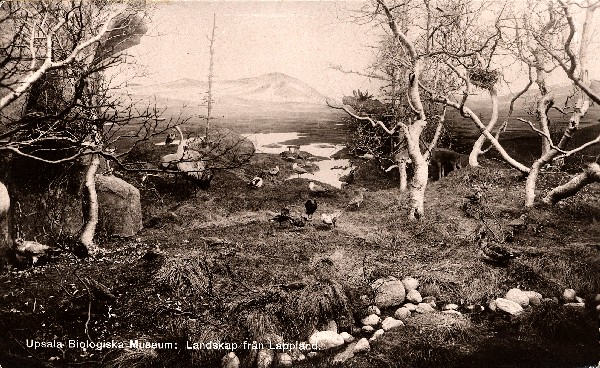
Vykort från diorama, Biologiska museet.

År 1910 invigdes Biologiska museet i Uppsala. I Norden finns endast ett fåtal biologiska museer av denna sort varför detta museum betraktas som mycket ovanligt i sitt slag. Konservator Gustaf Kolthoff fick i uppdrag av den konst- och vetenskapsintresserade grosshandlaren Carl Fredrik Liljevalch att skapa ett biologiskt museum. Liljevalchs donation var från början tänkt att tillfalla Uppsala universitet, som tackade nej och istället gick donationen till stadsfullmäktige.
Museet är ett av fyra museer i Norden som fått sin gestaltning genom Gustaf Kolthoff. De andra är biologiska museer i Stockholm (1893), Åbo (1907) och Södertälje (1913). Alla museerna har gemensamt att de visar dioramor som gestaltar olika naturmiljöer och innehåller mängder av uppstoppade djur. Bakgrunderna till dioramorna i detta museum målades av Gustav Kolthoffs son Kjell Kolthoff, även han konservator.
Vasaparken bidrog till den biologiska upplevelsen eftersom parkens ursprungliga utformning var indelad i växtzoner, och växtmaterial följde ett biologiskt-ekologiskt system, från kyrkogårdsgatan räknat, i tre enheter, Norrland, Svealand och Götaland. Denna zonindelning har dock sedan länge gått förlorad.
Efter renoveringen 2007 har Biologiska museet under namnet Biotopia blivit Uppsalas mest besökta museum och hade 2010 mer än 100 000 besökare.

## Arkitektur

### Huvudbyggnad
Museets jugendarkitektur är unik i det avseendet att mycket få biologiska museer byggdes i Norden. Arkitekter var Justus Hellsten och Hjalmar Cederström. En stor del av jugendinteriören är fortfarande original, vilket är ovanligt.

### Nybyggd del
Museets källare är om- och tillbyggd i omgångar och har ej originalutseende. Större delen av exteriören är bevarad, med undantag från några elektriska installationer på baksidan. Museet har en nyare del som byggts på senare år, och invigdes 19 oktober 2007. Vaktmästarebostaden belägen strax söder om museet är samtida med huvudbyggnaden, men visar dock snarare en blandning mellan jugend och nationalromantik.

## Bildgalleri

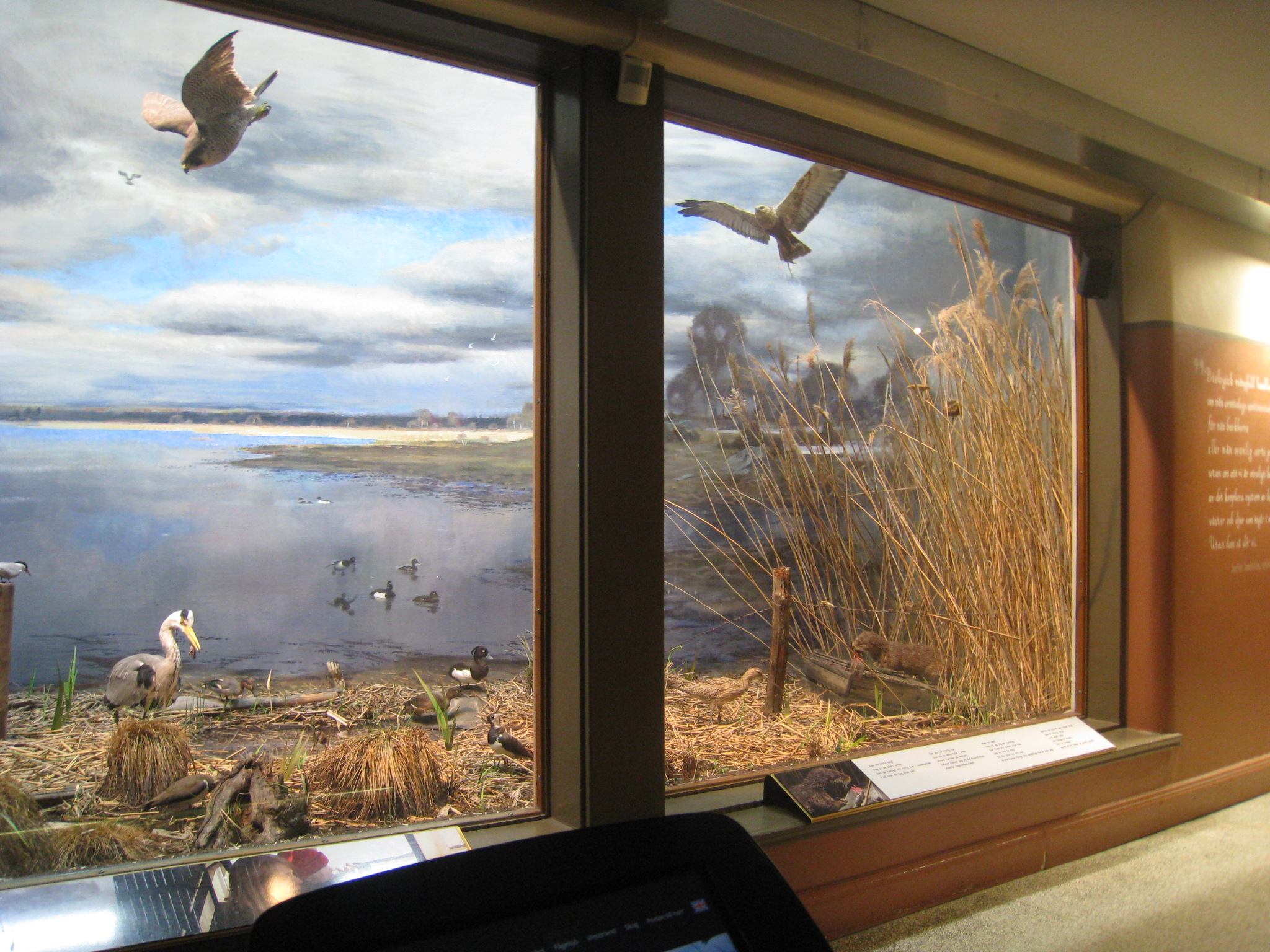
Diorama eller så kallat tittskåp gestaltar olika naturmiljöer.
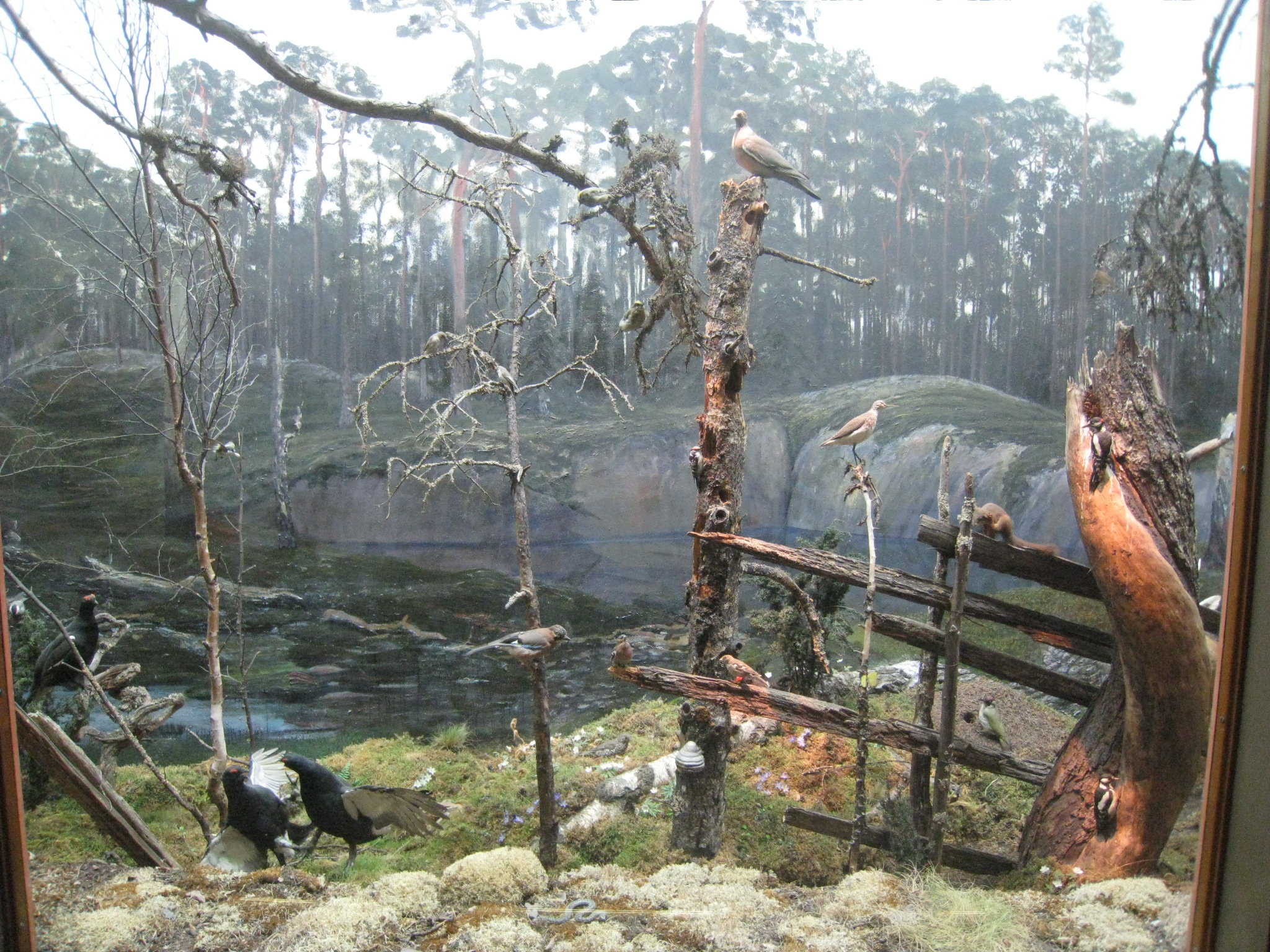
Dioramat eller tittskåpet gestaltar olika naturmiljöer.
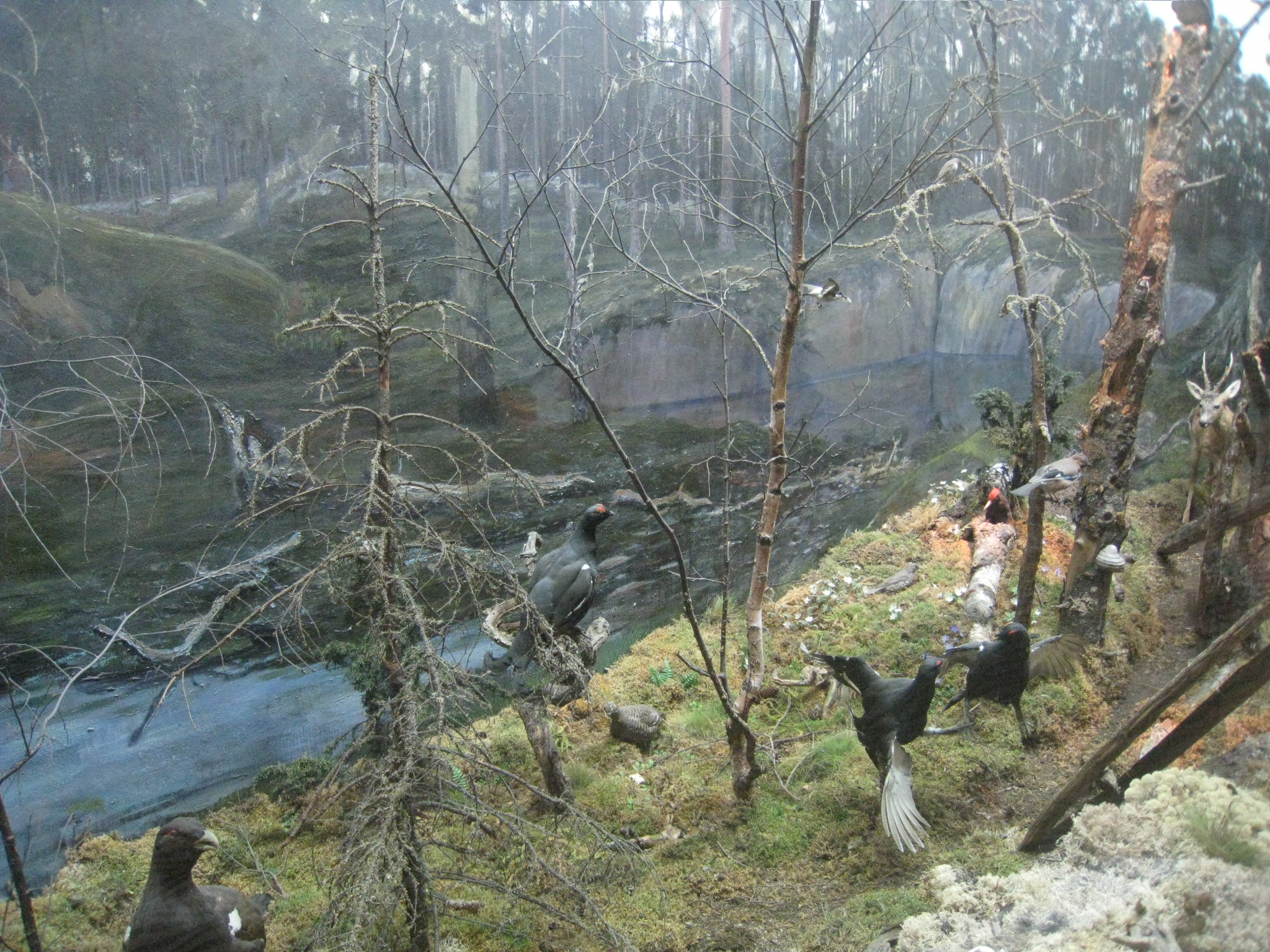
Diorama med skogslandskap.
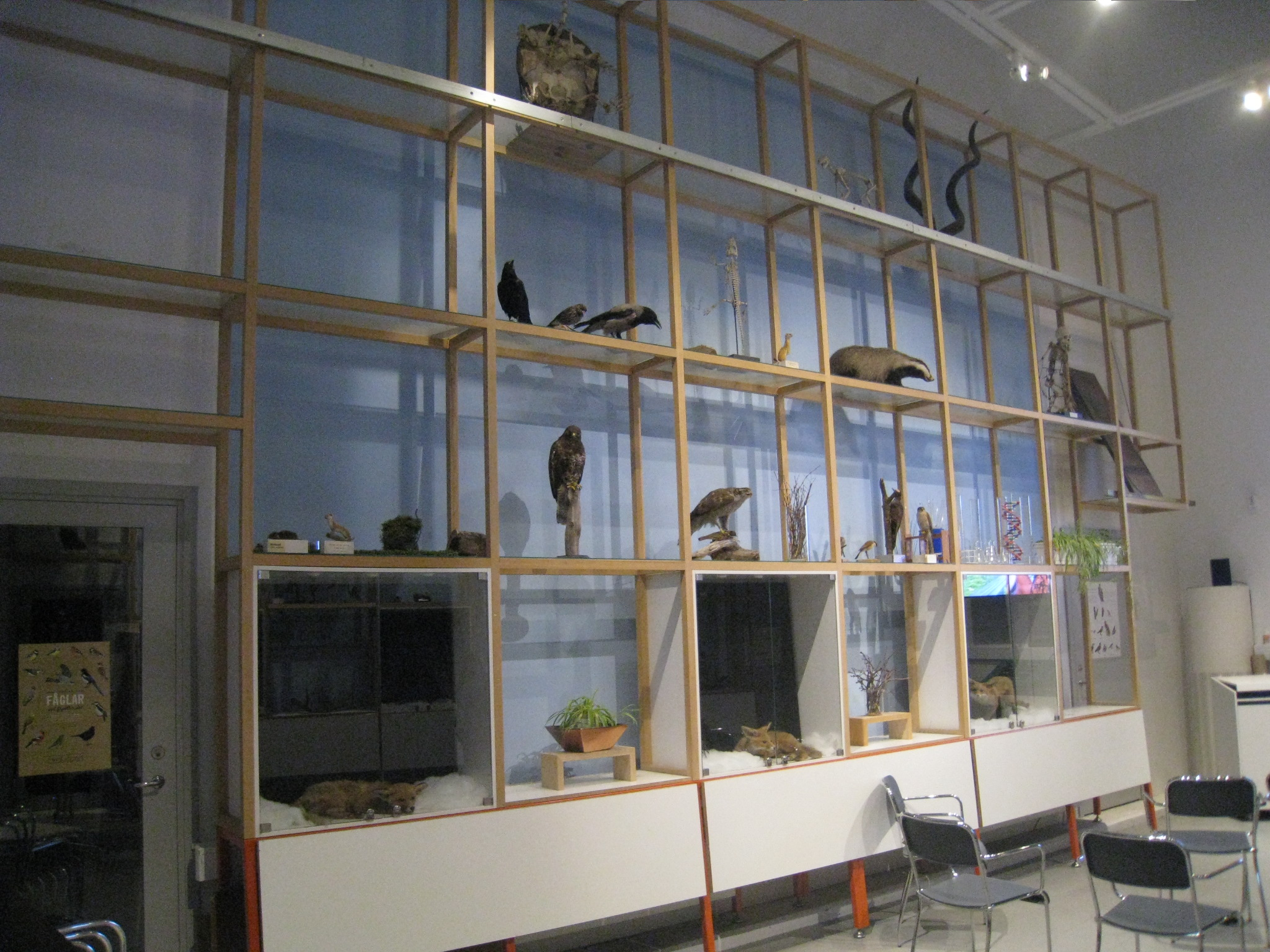
I biolabbet ordnas aktiviteter och föredrag.
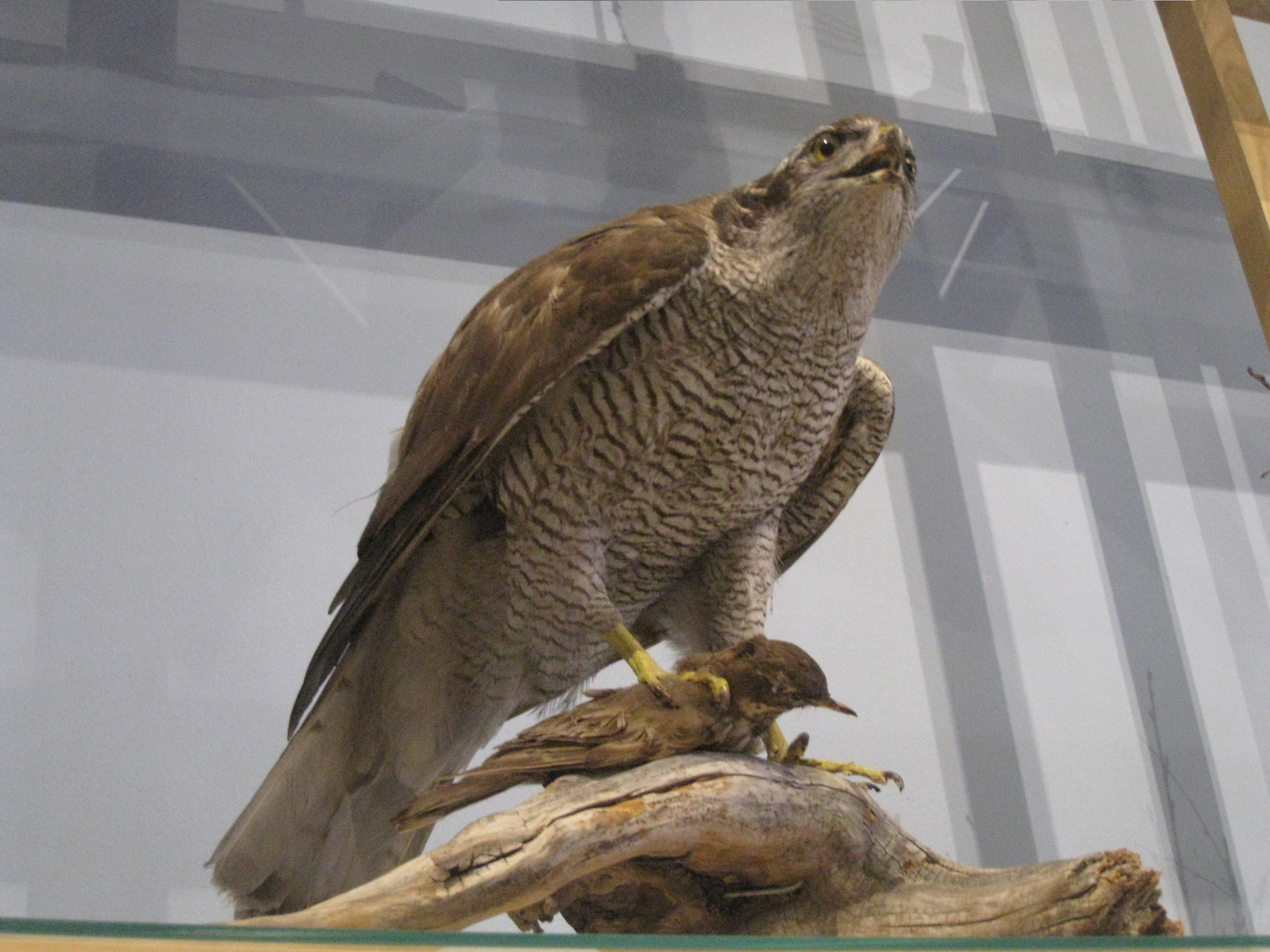
Uppstoppad duvhök.
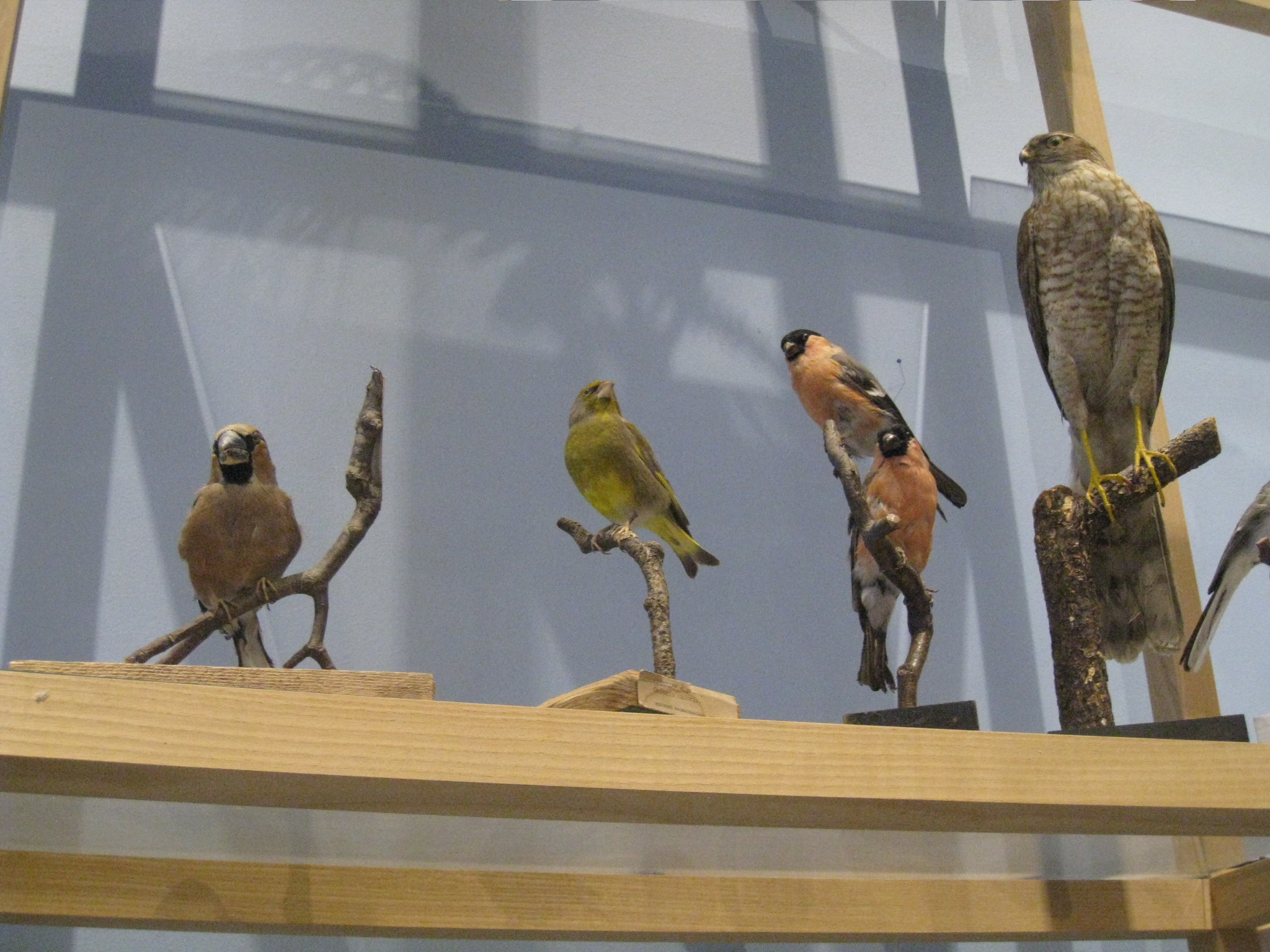
Uppstoppade fåglar.
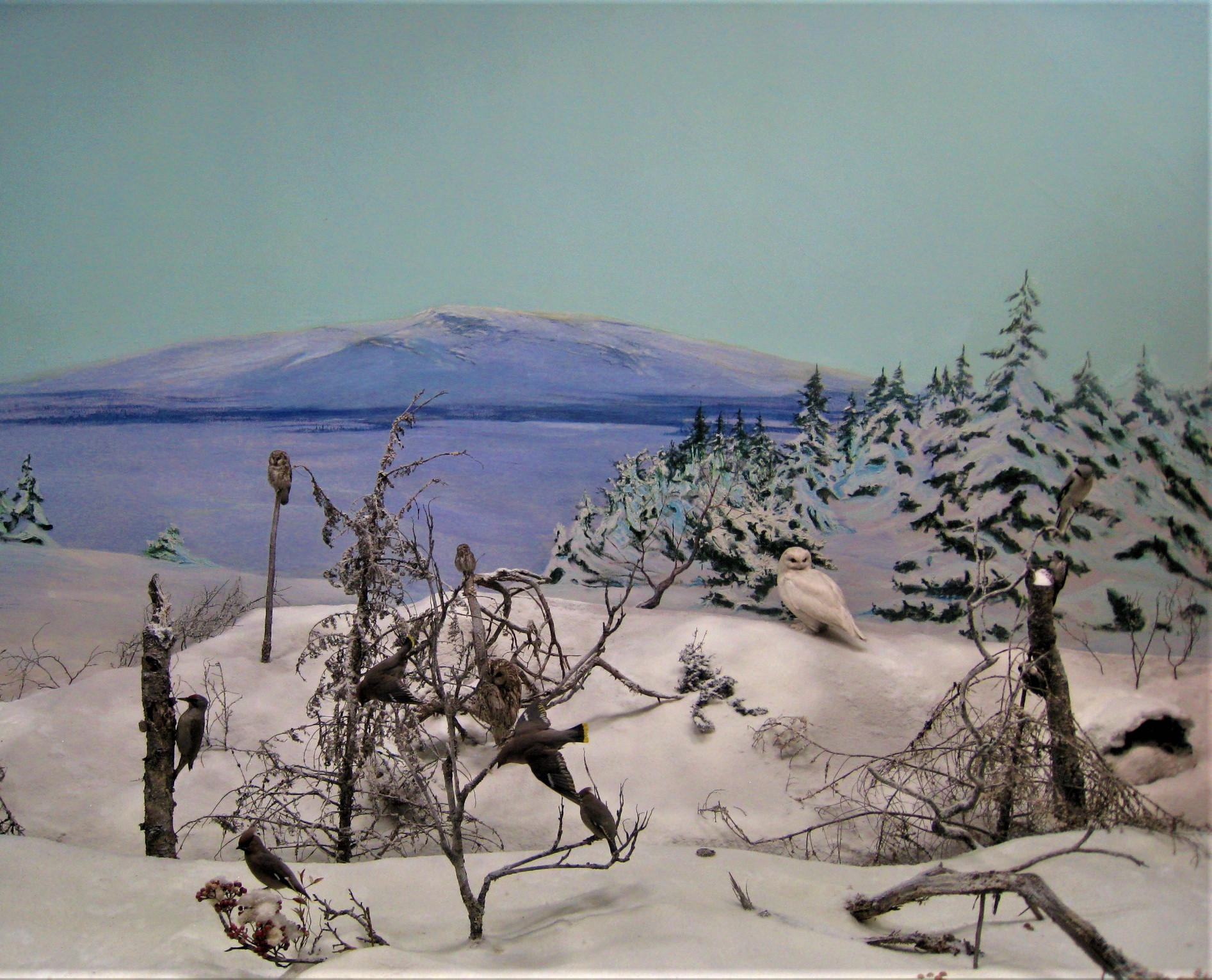
Diorama med fjällandskap.
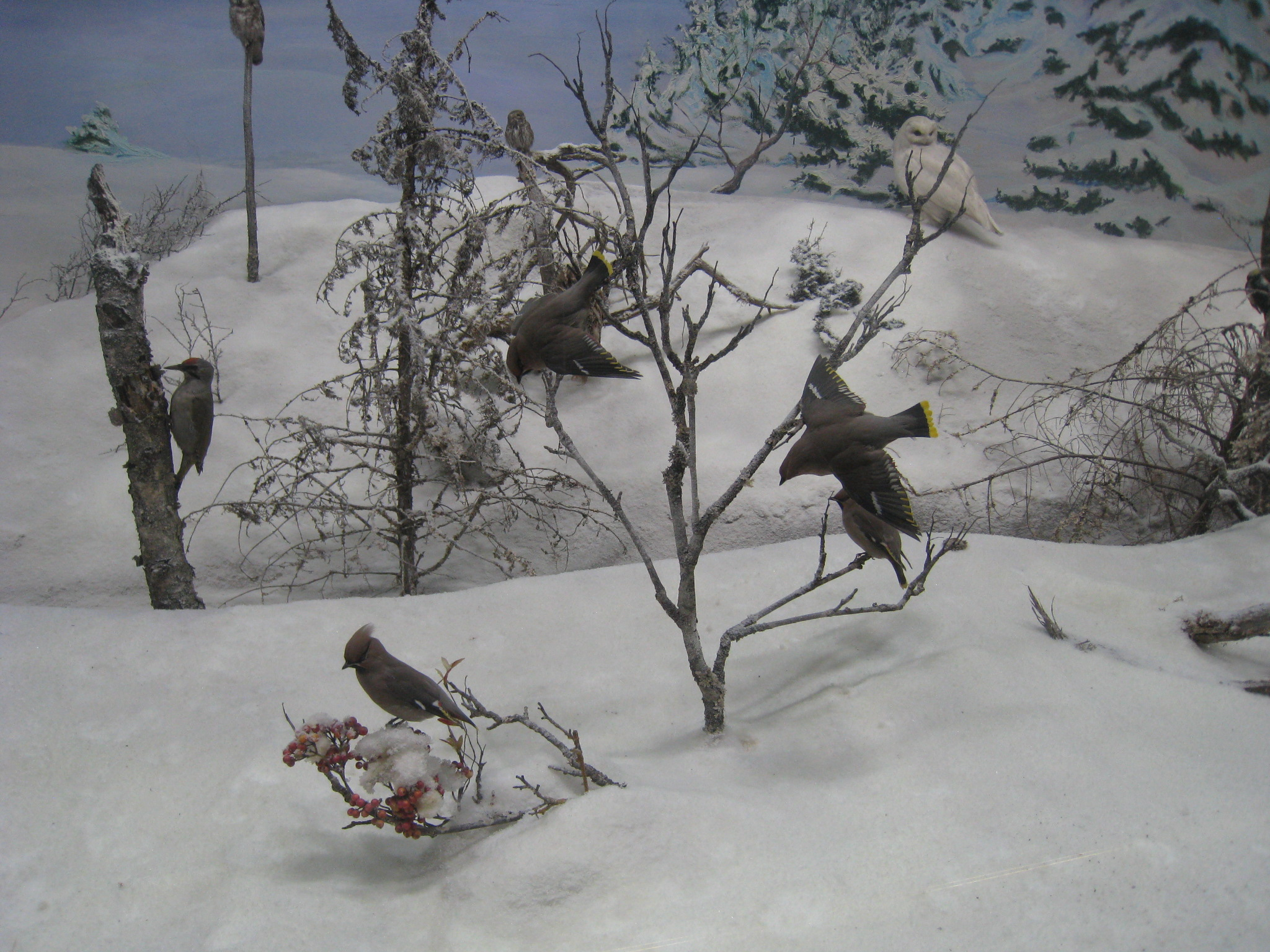
Diorama med vinterlandskap.
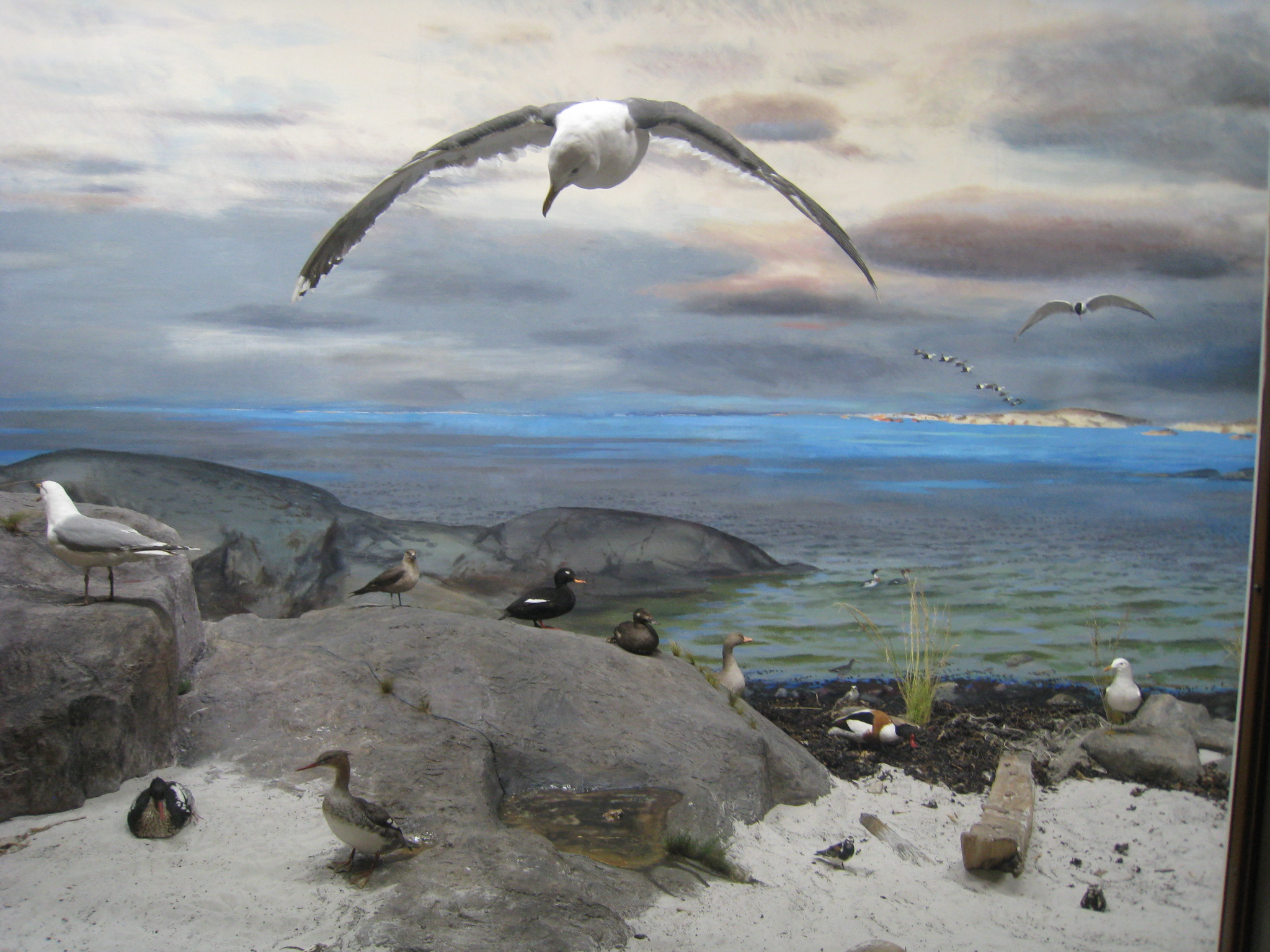
Diorama med havs- och klipplandskap.
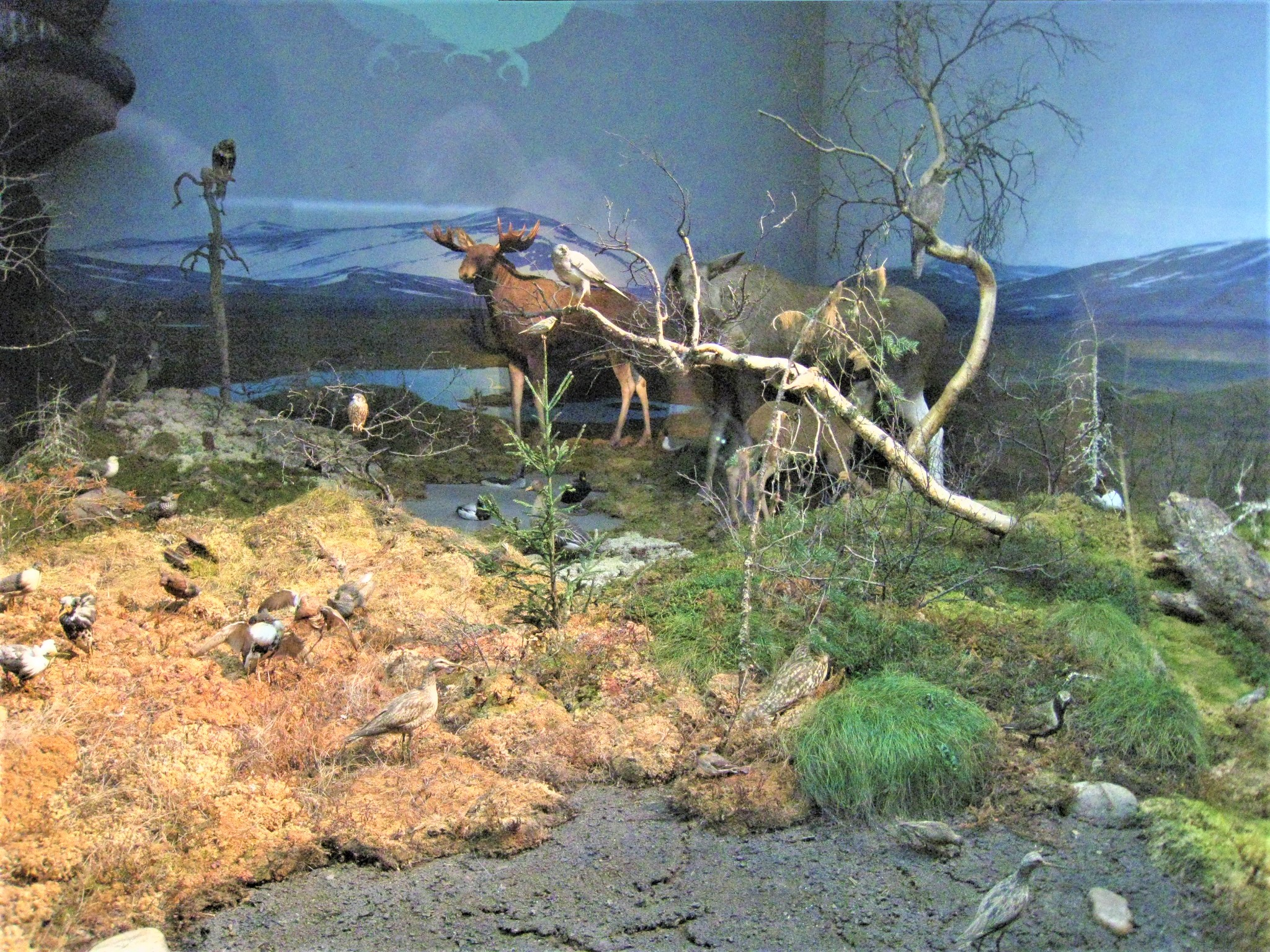
Landskap med älgar.